# Malahorna
Malahorna – wieś w Słowenii, w gminie Oplotnica. W 2018 roku liczyła 302 mieszkańców.